# Нигар Џамал
Нигар Џамал (азер. Nigar Camal; Баку, 7. септембар 1980) азербејџанска је певачица. Са песмом Running Scared, у дуету са Елдаром Гасимовим победила је на Песми Евровизије 2011. у Диселдорфу, Немачка.